# Peterskirchen
Peterskirchen è un comune austriaco di 680 abitanti nel distretto di Ried im Innkreis, in Alta Austria.